# Stylidium confluens
Stylidium confluens är en tvåhjärtbladig växtart som beskrevs av B.J. Banyard och S.H. James. Stylidium confluens ingår i släktet Stylidium och familjen Stylidiaceae. Inga underarter finns listade i Catalogue of Life.